# Hollókő
Hollókő je paločko (danas etnografsko) selo u Mađarskoj Nogradskoj županiji, oko 91 kilometar od Budimpešte, smješteno je u dolini ispod niskog planinskog lanca Cserhát. God. 2001. imalo je 387 stanovnika na području od 5,18 km² (74,7/km²). Poštanski broj mu je 3176, a pozivni broj 32.
Njegovo ime na mađarskom znači "gavran-kamen". Svoj razvoj doživljava tijekom 17. i 18. stoljeća, a UNESCO ga je 1987. proglasio svjetskom baštinom. 
Kuće u selu smještene su uz jedinu i glavnu cestu, kamenih temelja, svaka s nekoliko prostorija u nizu: spavaća soba, kuhinja i ostava. Krovovi su na dvije vode i ukrašene zabatima. U selu se nalazi 58 kuća, nekoliko muzeja (Babamúzeum ili muzej lutaka, seoski muzej ili Falumúzeum i Postamúzeum) katolička crkva i kaštel Hollókő, izgrađen u 13 stoljeću.
Svakog posljednjeg vikenda u srpnju održava se paločki folklorni festival (Palóc Szőttes Fesztivál), a druge nedjelje u listopadu vinska parada.

## Galerija
- Utvrda Hollókő
- Ulica Lajosa Kossutha
- Župna crkva sv. Martina
- Paločki folklorni festival

## Vanjske poveznice
- Zračne fotografije: Hollókő

### Ostali projekti
|  | Zajednički poslužitelj ima još gradiva o temi Hollókő |